# 朱塞佩·罗斯
朱塞佩·罗斯（義大利語：Giuseppe Ros，1942年9月22日—2022年2月17日），意大利男子拳击运动员。他曾代表意大利参加1964年夏季奥林匹克运动会拳击比赛，获得男子重量级铜牌。
羅斯退休於1976年，並在2022年2月17日死於2019冠狀病毒病。